# Enamin

Generell strukturformel.

En enamin är en omättad förening härledd genom reaktionen av en aldehyd eller keton med en sekundär amin följt av avspjälkning av en vattenmolekyl, H2O.  
Ordet "enamin" är härlett från affixet en-, som används som suffix i alken, och roten amin. Detta kan jämföras med enol, som är en funktionell grupp som innehåller både alken (en-) och alkohol (-ol).
Om en av kvävesubstituenterna är en väteatom, H, är det den tautomeriska formen av en imin. Dessa kommer vanligtvis tautomeriseras till iminen; det finns dock flera undantag, såsom anilin. Enamin-imintautomeri kan anses vara analogt med keto-enoltautomeri. I båda fallen byter en väteatom plats mellan heteroatomen (syre eller kväve) och den andra kolatomen.
Enaminer är både bra nukleofiler och bra baser.